# اینز کارتنی
اینز کارتنی (انگلیسی: Inez Courtney؛ ‏ ۱۲ اکتبر ۱۸۹۷ – ۵ آوریل ۱۹۷۵) بازیگر اهل ایالات متحده آمریکا بود.
از فیلم‌ها یا برنامه‌های تلویزیونی که وی در آن نقش داشته‌است، می‌توان به شیپ کافه، توفند، نغمه شعله، فروشگاه کنار خیابان، کلاغ سیاه، وسواس باشکوه، برادوی بیل، جاذبه‌های شهر بزرگ، کارناوال، و احساس مالکیت اشاره کرد.